# De Stomme van Kampen
De Stomme van Kampen is een boek van de Nederlandse schrijfster Thea Beckman uit 1992.

## Het verhaal
De hoofdpersoon in De Stomme van Kampen is de dove Hendrick Avercamp. Hendrick is het eerste kind van Barend Avercamp, stadsapotheker in Kampen, en Beatrix Vekemans. Na twee jaar merken de ouders dat hun zoon doof is. Beatrix voorkomt dat Hendrick "achterlijk" blijft. Zij leert hem schrijven en rekenen. 
Hendrick mag graag tekenen. Op zijn 13e gaat hij in de leer bij een schilder in IJsselmuiden, Mattheus Klaasz, bijgenaamd de Kladde. Daar leert hij de basis van de kunst. Een aantal jaren later breekt de pest uit en overlijdt de Kladde, hij laat al zijn bezittingen aan Hendrick. Ook vader Barend en broer Rutger overlijden. Moeder Beatrix vraagt haar broer Samuel in Amsterdam voor Hendrick een leermeester te zoeken. In zomer 1603 gaat Hendrick naar Amsterdam. Hij wordt leerling van de Vlaamse schilder David Vinckboons. Hendrick is dan 18 jaar. Hij raakt bevriend met Arent Arentz, bijgenaamd Cabel, ook een leerling van Vinckboons. Hendrick en Cabel tekenen graag realistische, Hollandse landschappen. Ze kunnen zich minder vinden in de gangbare Vlaamse compositie-leer. Hendrick gaat vervolgens in de leer bij de kunstschilder Pieter Isaacz, ook in Amsterdam. Hij is dan 23 jaar. Daar mag hij schilderen zoals hij zelf wil. Hendrick wordt beroemd, vooral om zijn wintertaferelen en ijsgezichten. Als een echte meester in de schilderkunst keert Hendrick terug naar Kampen. Hij sterft er in 1634.

## Thematiek
Thea Beckman probeerde in dit boek aan te geven dat ook mensen met een beperking een waardevol talent kunnen hebben en met steun en hulp zal dat pas echt naar boven komen.